# Santuario di Monte Li Santi

Il santuario di Monte li Santi, si trova lungo il fiume Treja all'interno del Parco regionale Valle del Treja, nel comune di Mazzano Romano, poco lontano da Calcata alle pendici del Monte Li Santi, uno dei tre colli (gli altri sono quelli di Narce e Pizzo Piede) dove si ritiene sorgesse l'antico insediamento di Narce. 

## Descrizione

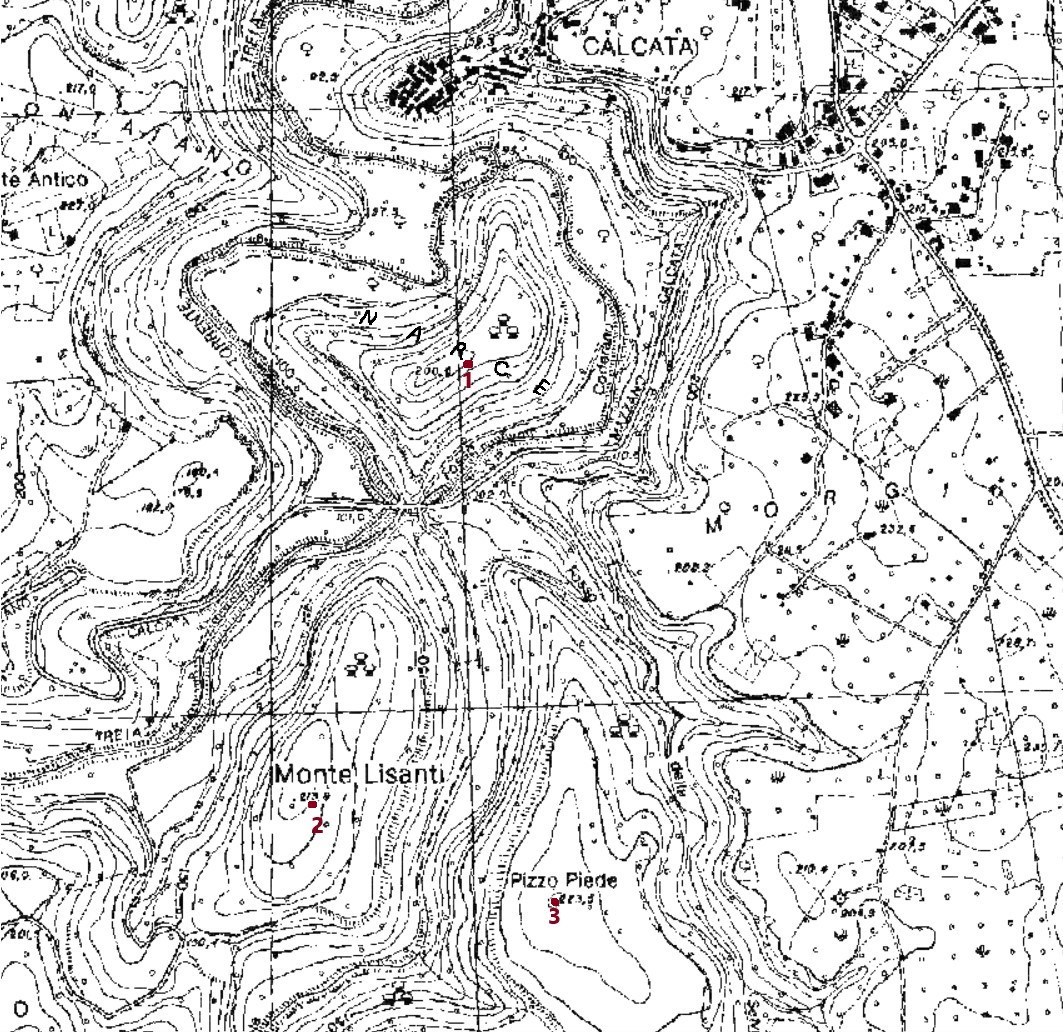
Colli di 1.Narce, 2.Monte li Santi, 3.Pizzo Piede

Del santuario, scoperto nel 1985, che doveva essere di notevoli dimensioni, rimangono ora tracce di due vani, che si trovavano sul lato del tempio rivolto verso il fiume.
Nella stanza sono stati ritrovati degli strumenti sacrificali in un pozzetto, che per questo si pensa potesse essere adibito a riti sacrificali.
La prima campagna di scavi è stata condotta dalla scoperta del sito fino al 2004, mentre una più recente campagna di scavi è stata condotta nel 2014. I reperti della prima sono esposti al Museo archeologico dell'Agro Falisco di Civita Castellana, mentre i reperti ritrovati nel 2014 sono esposti al Museo archeologico virtuale di Narce a Mazzano Romano.